# Lợi nhuận trên vốn
Tỷ số lợi nhuận trên vốn chủ sở hữu hay Tỷ suất thu nhập của vốn cổ đông hay Chỉ tiêu hoàn vốn cổ phần của cổ đông (tiếng Anh: return on equity, viết tắt ROE) là tỷ số tài chính để đo khả năng sinh lợi trên mỗi đồng vốn cổ phần ở một công ty cổ phần. ROE được tính bằng cách lấy lãi ròng sau thuế chia cho tổng giá trị vốn chủ sở hữu dựa vào bảng cân đối kế toán và bảng báo cáo tài chính cuối kỳ này(6 tháng đầu năm, 6 tháng cuối năm).

## Công thức
| ROE = 100% x | Lợi nhuận ròng sau thuế kỳ này |
| ROE = 100% x | Tổng vốn chủ đầu kỳ            |

### Ví dụ
Doanh nghiệp X dựa vào bảng cân đối kế toán cuối.kỳ này:
Lợi nhuận ròng sau thuế kỳ này là: 10.000.000đ
Tổng giá trị vốn chủ sở hữu đầu kỳ là: 100.000.000đ
ROE = 10.000.000/100.000.000 = 0,1 hay 10%
Điều này có nghĩa là 0,1 đồng lợi nhuận ròng đạt được từ 1 đồng vốn kinh doanh bỏ ra. Doanh nghiệp thường dùng chỉ số này để so sánh mức sinh lời từng quý của một doanh nghiệp hoặc của các doanh nghiệp khác nhau.

## Ý nghĩa
Tỷ số lợi nhuận trên vốn chủ sở hữu ROE cho biết cứ 100 đồng vốn chủ sở hữu của công ty cổ phần này tạo ra bao nhiều đồng lợi nhuận. Nếu tỷ số này mang giá trị dương, là công ty làm ăn có lãi; nếu mang giá trị âm là công ty làm ăn thua lỗ.
Cũng như tỷ số lợi nhuận trên tài sản, tỷ số này phụ thuộc vào thời vụ kinh doanh. Ngoài ra, nó còn phụ thuộc vào quy mô và mức độ rủi ro của công ty. Để so sánh chính xác, cần so sánh tỷ số này của một công ty cổ phần với tỷ số bình quân của toàn ngành, hoặc với tỷ số của công ty tương đương trong cùng ngành.
Tỷ số lợi nhuận trên vốn chủ sở hữu hay được đem so sánh với tỷ số lợi nhuận trên tài sản (ROA). Nếu tỷ số lợi nhuận trên vốn chủ sở hữu lớn hơn ROA thì có nghĩa là đòn bẩy tài chính của công ty đã có tác dụng tích cực, nghĩa là công ty đã thành công trong việc huy động vốn của cổ đông để kiếm lợi nhuận với tỷ suất cao hơn tỷ lệ tiền lãi mà công ty phải trả cho các cổ đông.